# Elezioni presidenziali in Serbia del dicembre 1997
Le elezioni presidenziali in Serbia del 1997 si tennero il 7 e 21 dicembre, a seguito dell'annullamento delle precedenti consultazioni svoltesi nel settembre dello stesso anno. Le elezioni videro la vittoria di Milan Milutinović, sostenuto dal Partito Socialista di Serbia, che sconfisse Vojislav Šešelj, sostenuto dal Partito Radicale Serbo.

## Risultati
| Candidati           | Partiti                          | I turno   | I turno | II turno  | II turno |
| Candidati           | Partiti                          | Voti      | %       | Voti      | %        |
| ------------------- | -------------------------------- | --------- | ------- | --------- | -------- |
| Milan Milutinović   | Partito Socialista di Serbia     | 1 665 822 | 43,70   | 2 181 808 | 59,23    |
| Vojislav Šešelj     | Partito Radicale Serbo           | 1 227 076 | 32,19   | 1 383 868 | 37,57    |
| Vuk Drašković       | Movimento del Rinnovamento Serbo | 587 776   | 15,42   |           |          |
| Vuk Obradović       | Socialdemocrazia                 | 115 850   | 3,04    |           |          |
| Dragoljub Mićunović | Centro Democratico               | 86 583    | 2,27    |           |          |
| Miodrag Vidojković  | Federazione Civica               | 29 180    | 0,77    |           |          |
| Predrag Vuletić     | Partito dei Liberaldemocratici   | 21 353    | 0,56    |           |          |
| Totale              | Totale                           | 3 812 010 | 100     | 3 683 714 | 100      |